# Michael Smith (cestista 1972)
Michael John Smith (Washington, 28 marzo 1972) è un ex cestista statunitense, professionista nella NBA, in Italia e in Polonia.
Soprannominato Animal per il carattere un po' rude, faceva della capacità di andare a rimbalzo una delle sue doti principali.

## Carriera
È stato selezionato dai Sacramento Kings al secondo giro del Draft NBA 1994 (35ª scelta assoluta).

## Statistiche

### College
| Anno      | Squadra           | PG | PT | MP   | TC%  | 3P% | TL%  | RP   | AP  | PRP | SP  | PP   |
| --------- | ----------------- | -- | -- | ---- | ---- | --- | ---- | ---- | --- | --- | --- | ---- |
| 1991-1992 | Providence Friars | 31 | -  | 28,3 | 49,5 | 0,0 | 57,9 | 10,3 | 1,3 | 1,0 | 1,6 | 10,7 |
| 1992-1993 | Providence Friars | 33 | -  | 29,6 | 55,6 | -   | 54,6 | 11,4 | 1,2 | 1,2 | 0,9 | 11,8 |
| 1993-1994 | Providence Friars | 30 | 30 | 29,1 | 60,5 | 0,0 | 71,4 | 11,5 | 0,8 | 1,1 | 0,8 | 12,9 |
| Carriera  | Carriera          | 94 | 30 | 29,0 | 55,4 | 0,0 | 60,0 | 11,0 | 1,1 | 1,1 | 1,1 | 11,8 |

### NBA

#### Regular Season
| Anno      | Squadra             | PG  | PT  | MP   | TC%  | 3P%  | TL%  | RP  | AP  | PRP | SP  | PP  |
| --------- | ------------------- | --- | --- | ---- | ---- | ---- | ---- | --- | --- | --- | --- | --- |
| 1994-1995 | Sacramento Kings    | 82  | 0   | 21,2 | 54,2 | 0,0  | 48,5 | 5,9 | 0,8 | 0,7 | 0,6 | 6,9 |
| 1995-1996 | Sacramento Kings    | 65  | 0   | 21,3 | 60,5 | 100  | 38,4 | 6,0 | 1,7 | 0,7 | 0,7 | 5,5 |
| 1996-1997 | Sacramento Kings    | 81  | 52  | 31,2 | 53,9 | -    | 49,6 | 9,5 | 2,4 | 1,0 | 0,7 | 6,6 |
| 1997-1998 | Sacramento Kings    | 18  | 4   | 19,3 | 42,6 | -    | 56,7 | 5,6 | 1,6 | 0,8 | 0,5 | 3,8 |
| 1997-1998 | Vancouver Grizzlies | 30  | 29  | 23,5 | 50,4 | 0,0  | 65,8 | 6,9 | 2,0 | 0,9 | 0,2 | 6,1 |
| 1998-1999 | Vancouver Grizzlies | 48  | 10  | 22,9 | 53,5 | 0,0  | 59,4 | 7,3 | 1,0 | 1,0 | 0,4 | 4,8 |
| 1999-2000 | Wash. Wizards       | 46  | 46  | 24,9 | 56,3 | 0,0  | 72,3 | 7,2 | 1,2 | 0,6 | 0,5 | 6,3 |
| 2000-2001 | Wash. Wizards       | 79  | 29  | 20,4 | 48,6 | 0,0  | 57,8 | 7,1 | 1,3 | 0,7 | 0,5 | 3,8 |
| Carriera  | Carriera            | 449 | 170 | 23,5 | 53,8 | 14,3 | 52,9 | 7,1 | 1,5 | 0,8 | 0,6 | 5,6 |

#### Playoffs
| Anno     | Squadra          | PG | PT | MP   | TC%  | 3P% | TL%  | RP  | AP  | PRP | SP  | PP  |
| -------- | ---------------- | -- | -- | ---- | ---- | --- | ---- | --- | --- | --- | --- | --- |
| 1996     | Sacramento Kings | 4  | 0  | 21,8 | 58,3 | -   | 45,5 | 5,5 | 2,0 | 0,3 | 0,5 | 4,8 |
| Carriera | Carriera         | 4  | 0  | 21,8 | 58,3 | -   | 45,5 | 5,5 | 2,0 | 0,3 | 0,5 | 4,8 |

## Palmarès
- McDonald's All-American Game (1990)